# Bogumiła Wander

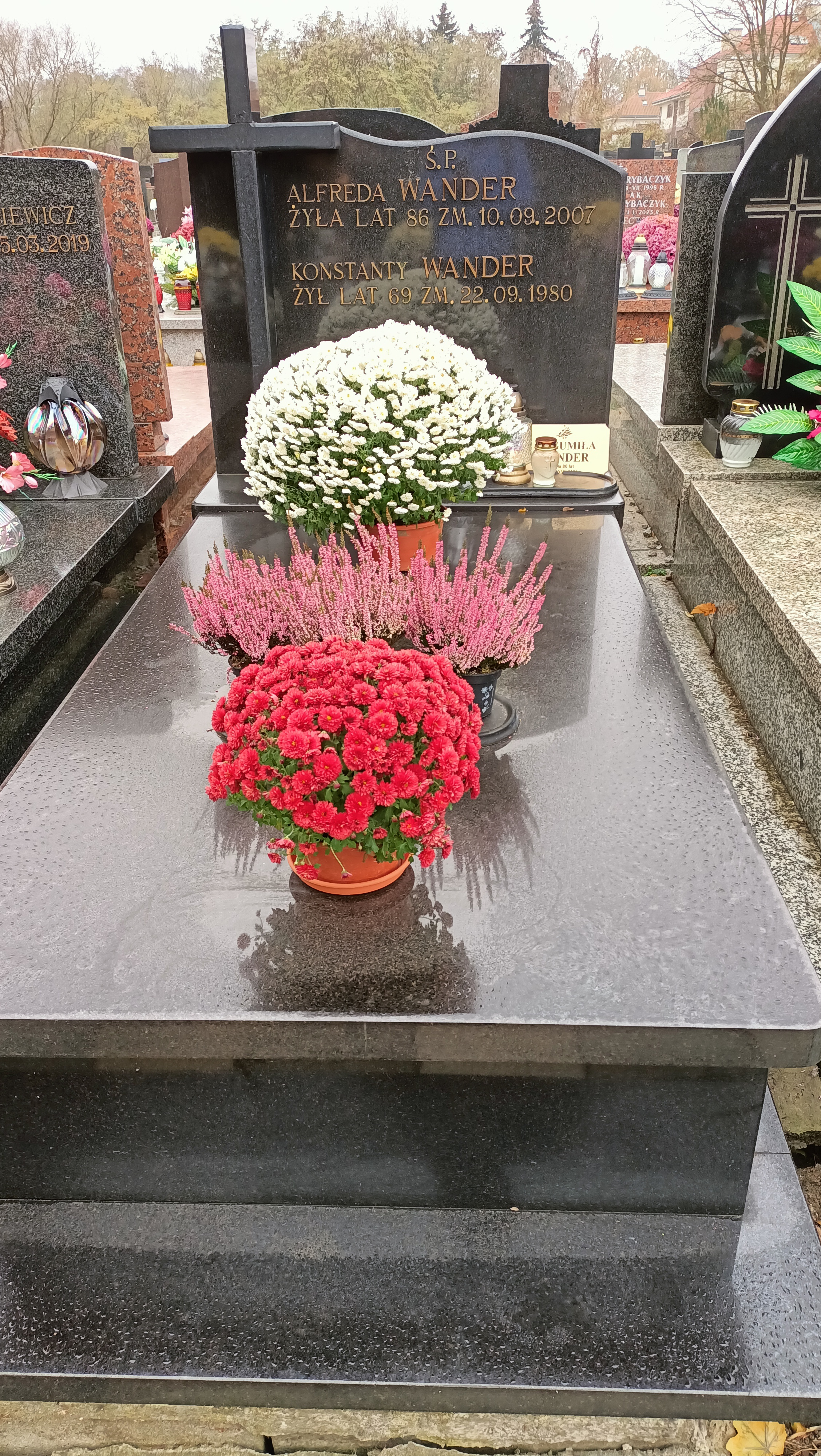
Grób Bogumiły Wander na cmentarzu Służewieckim przy ul Renety.

Bogumiła Wander (ur. 7 października 1943 w Kaliszu, zm. 30 lipca 2024 w Konstancinie-Jeziornie) – polska spikerka i w latach 1965–2003 oraz w 2012 prezenterka Telewizji Polskiej.

## Życiorys
Była córką aktorki-malarki i multiinstrumentalisty. Miała starszego o cztery lata brata Włodzimierza, członka zespołu Niebiesko-Czarni.
Ukończyła studia na Wydziale Filozoficzno-Historycznym Uniwersytetu Łódzkiego. Podczas trzeciego roku studiów w 1965 rozpoczęła karierę telewizyjną, zostając spikerką w Łódzkim Ośrodku TVP, do którego trafiła w drodze konkursu. Pięć lat później przeprowadziła się do Warszawy, gdzie wkrótce zaczęła pracę w stołecznym oddziale TVP. Od połowy lat 70. zapowiadała na żywo programy w TVP1 i TVP2, a po zróżnicowaniu obu anten w latach 80. pozostała w TVP1. Ponadto była konferansjerką na Festiwalu Piosenki Radzieckiej w Zielonej Górze, Krajowym Festiwalu Piosenki Polskiej w Opolu i festiwalu w Sopocie.
W 1979 przerwała pracę w telewizji i wyjechała z mężem do Brukseli. W 1982 wróciła do Polski i ponownie zaczęła występować w TVP, a także ukończyła podyplomowe studia dziennikarskie na Uniwersytecie Warszawskim. W późniejszych latach, obok pracy jako spikerka, zajęła się również produkcją telewizyjną o tematyce artystycznej, realizowała teleturniej Panie na planie i cykliczny magazyn baletowy Życie na pointach. W 1987 wzięła udział w realizacji filmu Barbary Sass pt. W klatce, grając w epizodzie samą siebie. W 1989 została członkinią Stowarzyszenia Dziennikarzy Polskich, a przez dziesięć lat pracowała w zarządzie warszawskim tej organizacji. W drugiej połowie lat 90. premierę miały jej dwa filmy dokumentalne: Conrad Drzewiecki o sobie. To nie ja, to taniec (1997) i Andrzej Strumiłło. A-4 dziennik rysowany (1998).
W 2003 zakończyła pracę w TVP jako prezenterka. W 2012 na kanale TVP Kultura, z okazji 60-lecia TVP, zapowiadała dawne programy w studiu, w stylu wczesnych lat 70.

## Życie prywatne
Trzykrotnie zamężna. W 1970 poślubiła Zbigniewa Żołędziowskiego, z którym miała syna, Marka (ur. 1973). W latach 70. była żoną Juliusza z zawodu handlowca. Poznał ich ze sobą jej kolega z pracy Jan Suzin. Od 2005 do śmierci była żoną żeglarza Krzysztofa Baranowskiego.
W 2020 media poinformowały o jej chorobie Alzheimera. Zmarła 30 lipca 2024 w wieku 80 lat i została pochowana w grobie rodzinnym na starym cmentarzu na Służewie.

## Filmografia
- 1987: W klatce – obsada aktorska[10]
- 1997: Conrad Drzewiecki o sobie. To nie ja, to taniec – realizacja i scenariusz Bogumiła Wander, zdjęcia Grzegorz Szczygielski, produkcja TVP1[10]
- 1998: Andrzej Strumiłło. A-4 dziennik rysowany – reżyseria i scenariusz Bogumiła Wander, zdjęcia Grzegorz Szczygielski, produkcja TVP1[10]